# Begraafplaats Duinhof (IJmuiden)
Op begraafplaats Duinhof aan de Slingerduinlaan in IJmuiden, aangelegd in de jaren 1959-1961, omvat een rooms-katholieke begraafplaats en een algemene begraafplaats, waar zich ook de oorlogsbegraafplaats bevindt. De begraafplaats ligt in de duinen net buiten de bebouwde kom van IJmuiden en Driehuis, tussen het Nationaal Park Zuid-Kennemerland en de begraafplaats Westerveld.
De aula uit 1961 is, evenals de begraafplaats zelf, een ontwerp van Willem Dudok en, na opname in het Beschermingsprogramma Wederopbouw 1959-1965, in 2014 geplaatst op de Rijksmonumentenlijst.
Sinds september 2015 is er ook een "buitenaula" in een duinkom.

## Oorlogsbegraafplaats
Op de oorlogsbegraafplaats bevinden zich dertien graven:
- J Boszhard, 1900-1945
- Pieter Dekker, 1921-1944
- Jasper van Gelder, 1902-1940
- Ab Homburg, 1917-1945, 322 Dutch Squadron RAF, kreeg tweemaal de Bronzen Leeuw
- Nikorinus Cornelis van Kampen, 1923-1940
- Wouter Korteweg, 1915-1940
- Albert Kraaijeveld, 1921-1944
- Johannes Krijger, 1904-1940
- W Mattijssen, 1904-1942, 320 Dutch Squadron RAF, KM-MLD, kreeg het Vliegerkruis
- Jan Rijnsburger, 1922-1940
- Bernardus Marinus Josephus Johannes Frans Smulders, 1913-1940, matroos
- Adriaan Stadt, 1910-1940
- Gerrit Laurentius Wolf, 1919-1940

Van Kampen, Korteweg, Rijnsburger, Stadt, Wolf en Van Gelder vielen reeds tijdens de meidagen van 1940.

Homburg werd eerst onder de naam Harvey in Delden begraven en werd later naar Duinhof overgebracht.

### Monument
Op 15 februari 1963 werd tegenover de oorlogsgraven het monument 'De Vallende Man' onthuld, gemaakt door de Rotterdamse beeldhouwer Cor van Kralingen (1908-1977). Het is een bronzen beeld van een naakte man die achterover valt, als ware hij door een kogel getroffen. Het monument herdenkt alle slachtoffers van de Tweede Wereldoorlog. 

Eenzelfde beeld staat op het militaire erehof op de Rotterdamse begraafplaats Crooswijk, op de Nederlandse erevelden in Mill Hill, Oslo, Orry-la-Ville, Salzburg en op de Duitse erevelden te Frankfurt, Hamburg en Hannover.

## Trivia
Op de algemene begraafplaats is het graf van Hans Kok, een Amsterdamse kraker die in een politiecel is omgekomen.